# Bislett Games 2018
Navigation
Édition précédente Édition suivante
Le  meeting des Bislett Games 2018 se déroule le 7 juin 2018 au Bislett stadion d'Oslo, en Norvège. Il constitue la cinquième étape de la Ligue de diamant 2018.

## Résultats

### Hommes
| Rang | Athlète          | Temps        | Points |
| ---- | ---------------- | ------------ | ------ |
| 1    | Ramil Guliyev    | 19 s 90 (SB) | 8      |
| 2    | Aaron Brown      | 19 s 98 (PB) | 7      |
| 3    | Jereem Richards  | 20 s 19      | 6      |
| 4    | Adam Gemili      | 20 s 21      | 5      |
| 5    | Ameer Webb       | 20 s 45      | 4      |
| 6    | Jonathan Quarcoo | 20 s 79      | 3      |
| 7    | Churandy Martina | 20 s 86      | 2      |
|      | Dedric Dukes     |              | DQ     |

| Rang | Athlète             | Temps         | Points |
| ---- | ------------------- | ------------- | ------ |
| 1    | Elijah Manangoi     | 3 min 56 s 95 | 8      |
| 2    | Sadik Mikhou        | 3 min 57 s 10 | 7      |
| 3    | Taresa Tolosa       | 3 min 57 s 92 | 6      |
| 4    | Filip Ingebrigtsen  | 3 min 57 s 97 | 5      |
| 5    | Younès Essalhi      | 3 min 58 s 00 | 4      |
| 6    | Henrik Ingebrigtsen | 3 min 58 s 46 | 3      |
| 7    | Ryan Gregson        | 3 min 58 s 47 | 2      |
| 8    | Bethwell Birgen     | 3 min 59 s 10 | 1      |

| Rang | Athlète            | Temps        | Points |
| ---- | ------------------ | ------------ | ------ |
| 1    | Abderrahman Samba  | 47 s 60 (MR) | 8      |
| 2    | Karsten Warholm    | 48 s 22      | 7      |
| 3    | Yasmani Copello    | 48 s 54      | 6      |
| 4    | TJ Holmes          | 48 s 64      | 5      |
| 5    | Kerron Clement     | 49 s 30      | 4      |
| 6    | Rasmus Mägi        | 49 s 35      | 3      |
| 7    | Mamadou Kassé Hann | 49 s 50      | 2      |
| 8    | Thomas Barr        | 49 s 53      | 1      |

| Rang | Athlète            | Marque      | Points |
| ---- | ------------------ | ----------- | ------ |
| 1    | Mutaz Essa Barshim | 2,36 m      | 8      |
| 2    | Danil Lysenko      | 2,33 m (SB) | 7      |
| 3    | Donald Thomas      | 2,25 m      | 6      |
| 4    | Majd Eddin Ghazal  | 2,25 m      | 5      |
| 5    | Marco Fassinotti   | 2,25 m      | 4      |
| 6    | Fabian Delryd      | 2,20 m      | 3      |
| 6    | Dzmitry Nabokau    | 2,20 m      | 3      |
| 6    | Brandon Starc      | 2,20 m      | 3      |

| Rang | Athlète        | Marque       | Points |
| ---- | -------------- | ------------ | ------ |
| 1    | Tomas Walsh    | 22,29 m (MR) | 8      |
| 2    | Ryan Crouser   | 22,21 m      | 7      |
| 3    | Darrell Hill   | 21,20 m      | 6      |
| 4    | David Storl    | 20,97 m      | 5      |
| 5    | Tomáš Staněk   | 20,82 m      | 4      |
| 6    | Ryan Whiting   | 20,25 m      | 3      |
| 7    | Joe Kovacs     | 20,13 m      | 2      |
| 8    | Marcus Thomsen | 19,41 m      | 1      |

| Rang | Athlète           | Marque  | Points |
| ---- | ----------------- | ------- | ------ |
| 1    | Andrius Gudžius   | 69,04 m | 8      |
| 2    | Ehsan Hadadi      | 67,55 m | 7      |
| 3    | Daniel Ståhl      | 67,04 m | 6      |
| 4    | Christoph Harting | 65,68 m | 5      |
| 5    | Mason Finley      | 65,16 m | 4      |
| 6    | Philip Milanov    | 64,40 m | 3      |
| 7    | Daniel Jasinski   | 63,94 m | 2      |
| 8    | Fedrick Dacres    | 63,85 m | 1      |

### Femmes
| Rang | Athlète                        | Temps           | Points |
| ---- | ------------------------------ | --------------- | ------ |
| 1    | Murielle Ahouré                | 10 s 91         | 8      |
| 2    | Dina Asher-Smith               | 10 s 92 (NR,PB) | 7      |
| 3    | Michelle-Lee Ahye              | 11 s 06 (SB)    | 6      |
| 4    | Blessing Okagbare-Ighoteguonor | 11 s 12         | 5      |
| 5    | Gina Lückenkemper              | 11 s 16         | 4      |
| 6    | Carina Horn                    | 11 s 22         | 3      |
| 7    | Ezinne Okparaebo               | 11 s 24         | 2      |
| 8    | Khalifa St. Fort               | 11 s 28         | 1      |

| Rang | Athlète         | Temps        | Points |
| ---- | --------------- | ------------ | ------ |
| 1    | Salwa Eid Naser | 49 s 98 (SB) | 8      |
| 2    | Phyllis Francis | 50 s 47 (SB) | 7      |
| 3    | Shakima Wimbley | 50 s 53      | 6      |
| 4    | Jessica Beard   | 50 s 57      | 5      |
| 5    | Jaide Stepter   | 50 s 78      | 4      |
| 6    | Courtney Okolo  | 51 s 22      | 3      |
| 7    | Anyika Onuora   | 51 s 60      | 2      |
| 8    | Floria Guei     | 51 s 84      | 1      |

| Rang | Athlète            | Temps              | Points |
| ---- | ------------------ | ------------------ | ------ |
| 1    | Caster Semenya     | 1 min 57 s 25      | 8      |
| 2    | Francine Niyonsaba | 1 min 58 s 57      | 7      |
| 3    | Habitam Alemu      | 1 min 58 s 58      | 6      |
| 4    | Nelly Jepkosgei    | 1 min 58 s 96 (PB) | 5      |
| 5    | Laura Muir         | 1 min 59 s 09      | 4      |
| 6    | Brenda Martinez    | 2 min 0 s 74       | 3      |
| 7    | Selina Büchel      | 2 min 0 s 78       | 2      |
| 8    | Hedda Hynne        | 2 min 1 s 46       | 1      |

| Rang | Athlète             | Temps        | Points |
| ---- | ------------------- | ------------ | ------ |
| 1    | Dalilah Muhammad    | 53 s 65 (SB) | 8      |
| 2    | Shamier Little      | 53 s 94 (SB) | 7      |
| 3    | Sage Watson         | 54 s 55 (SB) | 6      |
| 4    | Lea Sprunger        | 55 s 07      | 5      |
| 5    | Zuzana Hejnová      | 55 s 16      | 4      |
| 6    | Amalie Iuel         | 55 s 26 (NR) | 3      |
| 7    | Yadisleidis Pedroso | 55 s 47      | 2      |
| 8    | Line Kloster        | 56 s 48      | 1      |

| Rang | Athlète                   | Temps         | Points |
| ---- | ------------------------- | ------------- | ------ |
| 1    | Hyvin Jepkemoi            | 9 min 9 s 63  | 8      |
| 2    | Emma Coburn               | 9 min 9 s 70  | 7      |
| 3    | Daisy Jepkemei            | 9 min 16 s 87 | 6      |
| 4    | Courtney Frerichs         | 9 min 20 s 84 | 5      |
| 5    | Aisha Praught             | 9 min 23 s 33 | 4      |
| 6    | Winfred Mutile Yavi       | 9 min 27 s 76 | 3      |
| 7    | Karoline Bjerkeli Grøvdal | 9 min 29 s 94 | 2      |
| 8    | Purity Kirui              | 9 min 39 s 23 | 1      |

| Rang | Athlète             | Marque      | Points |
| ---- | ------------------- | ----------- | ------ |
| 1    | Sandi Morris        | 4,81 m      | 8      |
| 2    | Anzhelika Sidorova  | 4,71 m (SB) | 7      |
| 3    | Angelica Bengtsson  | 4,61 m      | 6      |
| 4    | Katie Nageotte      | 4,61 m      | 5      |
| 5    | Holly Bradshaw      | 4,51 m      | 4      |
| 6    | Yarisley Silva      | 4,26 m      | 3      |
| 7    | Lene Onsrud Retzius | 4,26 m      | 2      |
|      | Katerina Stefanidi  | NM          |        |

| Rang | Athlète           | Marque       | Points |
| ---- | ----------------- | ------------ | ------ |
| 1    | Caterine Ibargüen | 14,89 m (SB) | 8      |
| 2    | Tori Franklin     | 14,57 m      | 7      |
| 3    | Kimberly Williams | 14,50 m      | 6      |
| 4    | Shanieka Ricketts | 14,44 m      | 5      |
| 5    | Kristin Gierisch  | 14,37 m      | 4      |
| 6    | Olga Rypakova     | 14,12 m      | 3      |
| 7    | Olga Saladukha    | 14,02 m      | 2      |
| 8    | Oda Utsi Onstad   | 13,23 m      | 1      |

| Rang | Athlète              | Marque          | Points |
| ---- | -------------------- | --------------- | ------ |
| 1    | Tatsiana Khaladovich | 67,47 m (NR,PB) | 8      |
| 2    | Lü Huihui            | 65,11 m         | 7      |
| 3    | Nikola Ogrodníková   | 61,56 m         | 6      |
| 4    | Sigrid Borge         | 61,11 m         | 5      |
| 5    | Kara Winger          | 60,79 m         | 4      |
| 6    | Madara Palameika     | 59,26 m         | 3      |
| 7    | Christin Hussong     | 58,53 m         | 2      |
| 8    | Elizabeth Gleadle    | 55,93 m         | 1      |

## Légende
Records et Performances
- AR : Record continental (area record)
- CR : Record des championnats (championship record)
- MR : Record du meeting (meet record)
- NR : Record national (national record)
- OR : Record olympique (olympic record)
- PR : Record paralympique (paralympic record)
- PB : Record personnel (personal best)
- SB : Meilleure performance personnelle de la saison (season's best)
- WL : Meilleure performance mondiale de l'année (world leader)
- WJR : Record du monde junior (world junior record)
- WR : Record du monde (world record)

Circonstances et Conditions
- DNF : N'a pas terminé (did not finish)
- DNS : N'a pas pris le départ (did not start)
- DQ : Disqualification (disqualification)
- NM : Aucun essai valable enregistré (No Mark)
- Q : Qualifié « directement » au prochain tour (ou à la prochaine compétition), lors d'une compétition majeure, grâce au classement ou à la réalisation des minima (automatic qualifier)
- q : Qualifié au prochain tour (ou à la prochaine compétition), lors d'une compétition majeure, grâce au repêchage ou à la réalisation de l'une des meilleures performances parmi celles des « non qualifiés directement » (grâce au meilleur temps ou à la meilleure distance par exemple) (secondary qualifier)